# Krantiveer
Pour plus de détails, voir Fiche technique et Distribution.
Krantiveer est un film d'action, en langue hindoue, réalisé en 1994, par Mehul Kumar (en). Le film met en vedette Dimple Kapadia, Nana Patekar, Atul Agnihotri (en), Mamta Kulkarni (en), Danny Denzongpa et Paresh Rawal. Il est devenu le troisième film le plus lucratif de l'année, remportant  trois Star Screen Awards, quatre Filmfare Awards et un National Film Awards.
Le film a été refait en télougou sous le nom de Punya Bhoomi Naa Desam (1995), avec Mohan Babu (en) et en kannada, avec le titre Parodi (2007), avec Upendra (en). La suite de Krantiveer est sortie sous le nom de Krantiveer : The Revolution (2010). Selon le box Office India, c'est une superproduction.

## Synopsis
Pratap Tilak (Nana Patekar) est le petit-fils de Bheeshmanarayan Tilak, un combattant de la liberté. Pratap commence à jouer et cela entraîne la mort de Bheeshmanarayan. La mère de Pratap, Durgadevi (Farida Jalal), furieuse de tout cela, lui demande de quitter le village et de s'en aller. Pratap arrive à Bombay où il sauve la vie du fils de Laxminath (Paresh Rawal), Atul (Atul Agnihotri (en)), propriétaire d'un chawl (en). Laxminath décide de garder Pratap avec lui. Quand ils grandissent, Atul tombe amoureux de Mamta (Mamta Kulkarni (en)), qui est la fille d'un constructeur nommé Yograj (Tinnu Anand (en)). Pratap ne cesse de se moquer de la journaliste Megha Dixit (Dimple Kapadia), qui vit dans le bidonville et continue de combattre l'injustice en écrivant dans les journaux. Pratap apprend aux gens à devenir forts et à se battre pour eux-mêmes au lieu d'attendre que les autres les aident. Chattursingh Chita (Danny Denzongpa) et Yograj projettent de construire un centre de villégiature. Sur place, ils organisent des émeutes communautaires, des massacres et brûlent les maisons des gens. Laxminath est assassiné par Chattursingh Chita. Pratap apprend que les parents de Megha ont été assassinés par Chattursingh Chita et qu'elle a été violée par lui. Il lui propose le mariage. Mamta quitte la maison de son père et se rend chez Atul. Pratap tue les ministres corrompus, le juge et l'officier de police. Il est arrêté et condamné à être pendu. Chattursingh Chita prévoit de tuer Pratap mais meurt des mains de ce dernier. Au dernier moment, avant qu'il ne soit pendu, un avocat arrive sur les lieux et informe que la Cour a annulé la condamnation à mort de Pratap. Cette histoire parle d'une personne courageuse qui décide de faire face à l'injustice et qui est prête à donner sa vie pour cette cause.

## Fiche technique
Sauf indication contraire, les informations mentionnées dans cette section peuvent être confirmées par la base de données cinématographiques IMDb,  présente dans la section « Liens externes ».
- Titre : Krantiveer
- Réalisation : Mehul Kumar (en)
- Scénario : Ishraq-Suja
- Musique : Anand-Milind
- Production : Mehul Movies Pvt Ltd
- Langue : Hindi
- Genre : Film d'action
- Durée : 159 minutes (2 h 39)
- Dates de sorties en salles :
  - Inde : 4 septembre 1987

## Distribution
- Nana Patekar... Pratap Narayan Tilak
- Dimple Kapadia... Meghna Dixit
- Atul Agnihotri (en)... Atul
- Mamta Kulkarni (en)... Mamta
- Danny Denzongpa... Chatur Singh Chitah
- Paresh Rawal... Laxmidas Dayal
- Farida Jalal... Mère de Pratap
- Tinu Anand (en)... Bâtisseur Yograj
- Ghanashyam Nayak (en)...Kalyanji Bhai
- Janardhan Parab... Ismail
- Shafi Inamdar (en)... Interviewer TV
- Mushtaq Khan (en)... Babbanrao Deshmukh
- Ishrat Ali (en)... Chandrasen Azad
- Mahesh Anand (en)... Vaisiram
- Sujit Kumar (en)... Commissaire de police
- K K Raj... Inspecteur adjoint Satyavadi Dubey
- Vikas Anand (en)... Hukum Ali Javed
- Man Mauji (en)... Dayal (Propriétaire du casino)
- Mehul Kumar (en)... Avocat
- Mulraj Rajda (en)... Juge
- Mukesh Rawal (en)... Geôlier
- Viju Khote (en)... Dr Vishwanath (Dr de l'hôpital où Dimple Kapadia est admise)
- Bindu... Apparition spéciale dans la chanson d'amour rap.

## Réception critique
The Indian Express écrit que « Nana Patekar, qui peut prétendre être le meilleur acteur de Bollywood, est la principale raison de voir Krantiveer ». La critique note également la « forte distribution secondaire », notamment avec Kapadia et Rawal.

## Récompenses

### National Film Awards
- Meilleur acteur : Nana Patekar

### Filmfare Awards
- Meilleur acteur : Nana Patekar
- Meilleure actrice dans un second rôle : Dimple Kapadia
- Meilleure histoire : Ishraq-Suja
- Meilleur dialogue (en) : K. K. Singh (en)

### Screen Awards
- Meilleur acteur : Nana Patekar
- Meilleur dialogue : Ishraq-Suja
- Meilleure histoire : Ishraq-Suja